# کیک تخته‌ای
کیک تخته‌ای یا شیت کیک (به انگلیسی: Sheet cake) نوعی  کیک تک لایه‌ است که معمولاً در سینی‌های فر عمق‌دار یا قالب‌هایی به عمق ۵ سانتیمتری پخته می‌شود. این کیک معمولاً در داخل همان قالب سرد و فریز می‌شود و حتی در همان حال که در داخل قالب قرار گرفته بریده و صرف می‌شود. کیک ممکن است به اندازهٔ صرف یک نفر بریده شده و سپس سطح بالا و اطراف آن با لعاب روی شیرینی یخ‌چینه (آیسینگ) یا مواد دیگر تزئین شود. نمونهٔ اینگونه شیرینی‌های به دست آمده از کیک تخته‌ای، شیرینی پتی‌فور است. این کیک تنها یک لایه دارد و کیک‌های مستطیل یا مربع شکلی که چند لایه دارند،  کیک تخته‌ای به شمار نمی‌آیند بلکه جزو کیک‌های لایه‌ای طبقه‌بندی می‌شوند.